# ساياكا يومي
ساياكا هي إحدى شخصيات أنمي مازنجر وهي ابنة الدكتور يومي وذراع كوجي اليمنى ورفيقته أيضا، ساياكا فتاة شجاعة تساعد كوجي دائما وتخاف عليه من الأشرار كما أنها تحب كوجي, وهي قائدة الروبوت (أفروديت). ظهرت ساياكي في مازنجر زد ومازنجر العظيم
ظهرت ساياكا في مانغا مازنجر أنجلز وتكون هي وماريا وهيكارو وجون أبطال.

## نبذة عن ساياكا يومي:
- الاسم: ساياكا يومي (さやか・由美 / Sayaka Yumi)
- أول ظهور: مازنجر زد (Mazinger Z)
- المؤدي الصوتي (الياباني): ميتشيكو هيراي، ثم يوكو أساجي وغيرهما في النسخ اللاحقة.
- العمر التقريبي: فتاة مراهقة (في نفس سن كوجي كابوتو)
- الوظيفة: طيّارة الروبوت الأنثوي أفروديت A (Aphrodite A)، ثم لاحقًا ديانا A (Diana A).

## دورها في السلسلة:
- ساياكا هي ابنة الدكتور يومي، مدير مركز أبحاث الطاقة الضوئية.
- رفيقة كوجي كابوتو ودائمًا ما تقاتل بجانبه في مواجهة وحوش الدكتور هيل والدكتور بلاكن.
- قادت في البداية الروبوت أفروديت A، والذي كان مخصصًا للمعارك الدفاعية رغم قوته المحدودة مقارنة بمازنجر زد.
- لاحقًا، أصبحت تقود ديانا A، وهو تطوير للروبوت السابق بمواصفات هجومية أفضل.
- لديها شخصية قوية، غيورة بعض الشيء، لكنها محبة ومخلصة، وتعتبر واحدة من أولى "بطلات الروبوتات" في عالم الأنمي.

## في مانغاMazinger Angels:
- ظهرت ساياكا كبطلة إلى جانب:
  - ماريا فليت (أخت كوجي غير الشقيقة)
  - هيكارو (من غريت مازنجر)
  - جون هونامي (من غريندايزر)
- هذه السلسلة تصور الفتيات الأربع كفريق مقاتلات على غرار "تشارليز إنجلز"، ولكن بروبوتات أنثوية معدلة مستوحاة من السلسلة الأصلية.

## أبرز الأعمال التي ظهرت فيها ساياكا:
1. Mazinger Z (1972)
2. Great Mazinger (1974)
3. Grendizer (كضيفة في بعض الحلقات)
4. Mazinkaiser (OVA)
5. Mazinger Angels (مانغا)
6. Shin Mazinger Shougeki! Z-Hen (2009)